# Лајбертинген
Лајбертинген (њем. Leibertingen) општина је у њемачкој савезној држави Баден-Виртемберг. Једно је од 25 општинских средишта округа Зигмаринген. Према процјени из 2010. у општини је живјело 2.260 становника. Посједује регионалну шифру (AGS) 8437072, NUTS и LOCODE код.

## Географски и демографски подаци
Лајбертинген се налази у савезној држави Баден-Виртемберг у округу Зигмаринген. Општина се налази на надморској висини од 806 метара. Површина општине износи 47,2 km². У самом мјесту је, према процјени из 2010. године, живјело 2.260 становника. Просјечна густина становништва износи 48 становника/km².